# Aphirape boliviensis
Aphirape boliviensis là một loài nhện trong họ Salticidae.
Loài này thuộc chi Aphirape. Aphirape boliviensis được María Elena Galiano miêu tả năm 1981.